# Готон (Луїзіана)
Готон (англ. Haughton) — місто (англ. town) в США, в окрузі Боссьєр штату Луїзіана. Населення — 4539 осіб (2020).

## Географія
Готон розташований за координатами 32°31′34″ пн. ш. 93°30′21″ зх. д. / 32.52611° пн. ш. 93.50583° зх. д. (32.526221, -93.505799).  За даними Бюро перепису населення США в 2010 році місто мало площу 13,64 км², уся площа — суходіл. В 2017 році площа становила 14,85 км², уся площа — суходіл.

## Демографія
Згідно з переписом 2010 року, у місті мешкали 3454 особи в 1317 домогосподарствах у складі 959 родин. Густота населення становила 253 особи/км².  Було 1417 помешкань (104/км²).
Расовий склад населення:
| - 78,2 % — білих - 18,2 % — чорних або афроамериканців - 0,6 % — корінних американців - 0,5 % — азіатів - 0,2 % — вихідців з тихоокеанських островів |

До двох чи більше рас належало 1,6 %. Частка іспаномовних становила 2,5 % від усіх жителів.
За віковим діапазоном населення розподілялося таким чином: 27,6 % — особи молодші 18 років, 63,1 % — особи у віці 18—64 років, 9,3 % — особи у віці 65 років та старші. Медіана віку мешканця становила 32,5 року. На 100 осіб жіночої статі у місті припадало 94,5 чоловіків;  на 100 жінок у віці від 18 років та старших — 87,4 чоловіків також старших 18 років.
Середній дохід на одне домашнє господарство  становив 67 457 доларів США (медіана — 48 064), а середній дохід на одну сім'ю — 56 488 доларів (медіана — 49 436). Медіана доходів становила 48 917 доларів для чоловіків та 32 202 долари для жінок. За межею бідності перебувало 10,7 % осіб, у тому числі 10,7 % дітей у віці до 18 років та 5,2 % осіб у віці 65 років та старших.
Цивільне працевлаштоване населення становило 1471 особа. Основні галузі зайнятості: освіта, охорона здоров'я та соціальна допомога — 27,3 %, публічна адміністрація — 15,4 %, будівництво — 9,9 %, транспорт — 9,4 %.